# Eurybistus parapilosipes
Eurybistus parapilosipes är en insektsart som beskrevs av Bragg 200. Eurybistus parapilosipes ingår i släktet Eurybistus och familjen Aschiphasmatidae. Inga underarter finns listade i Catalogue of Life.